# Rivière du Lamentin
La rivière du Lamentin est un cours d'eau de Basse-Terre en Guadeloupe se jetant dans la mer des Caraïbes.

## Géographie
Longue de 8,6 km, la rivière du Lamentin prend sa source dans un fond au lieu-dit de Roussel – tout à côté de la source de la rivière Gobain – sur le territoire de la commune de Lamentin. Elle est alimentée sur son parcours par le Fond Loudou, franchit la retenue d'eau dite de « la Digue Germillac », puis recueille les eaux du Fond Isidore. L'intégralité de son cours s'écoule sur le territoire de Lamentin pour se jeter dans le Grand Cul-de-sac marin (et la mer des Caraïbes) dans la zone de mangrove de la Baie du Lamentin au lieu-dit de Blachon, juste au sud de la mangrove de l'embouchure de la Grande Rivière à Goyaves.